# Лігачов Єгор Кузьмич
Єгор Кузьмич Лігачов (29 листопада 1920, село Дубінкіно Каїнського повіту Томської губернії, тепер Чулимського району Новосибірської області, Російська Федерація — 7 травня 2021, Москва) — радянський і російський державний і політичний діяч, секретар ЦК КПРС у 1983—1990 роках. Член Політбюро ЦК КПРС з 23 квітня 1985 по 13 липня 1990 року. Член ЦК КПРС з 1976 по 1990 рік (кандидат у члени ЦК КПРС в 1966—1976). Депутат Ради Союзу Верховної Ради СРСР 7—11 скликань (1966—1989) від Томської області. Народний депутат СРСР 1989—1992. Депутат Державної Думи ФС РФ III скликання 1999—2003 від Томського одномандатного округу. Член ЦК КПРФ в 1993—2013. Заступник голови — секретар Ради Союзу компартій — КПРС у 1995—2005.

## Життєпис
Народився в родині селян Кузьми Антоновича Лігачова та Мотрони Кузьмівни Бєлоусової. Мав старшого брата Дмитра (1918-1945). У 1937 році закінчив новосибірську середню школу № 12. Трудову діяльність розпочав у 1942 році в Новосибірську на авіаційному заводі, працював інженером-технологом, начальником групи технічного відділу.
У 1943 закінчив Московський авіаційний інститут за спеціальністю літакобудування. Повернувшись в Новосибірськ, працював на авіазаводі імені Чкалова інженером.
Член ВКП(б) з 1944 року.
У 1944 році висунутий на комсомольську роботу, був секретарем Дзержинського районного комітету ЛКСМУ міста Новосибірська, секретарем, а потім 1-м секретарем Новосибірського обласного комітету ВЛКСМ.
У 1949 році (за іншим даними в 1951 році) здобув другу вищу освіту у Вищій партійній школі при ЦК ВКП(б).
У 1949—1953 роках — лектор і завідувач відділу Новосибірського міського комітету ВКП(б).
У 1953—1955 роках працював начальником управління культури Новосибірського облвиконкому, а у 1955—1958 роках — заступником голови виконавчого комітету Новосибірської обласної ради депутатів трудящих.
У 1958—1959 роках — 1-й секретар Совєтського районного комітету КПРС міста Новосибірська.
У 1959—1961 роках — секретар Новосибірського обласного комітету КПРС.
З 1961 по 1962 рік — завідувач сектору, заступник завідувача відділу пропаганди і агітації ЦК КПРС по РРФСР. З 1962 по 1964 рік — заступник завідувача відділу партійних органів ЦК КПРС по промисловості РРФСР. З 1964 по 1965 рік — заступник завідувача відділу пропаганди і агітації ЦК КПРС по РРФСР.
З 26 листопада 1965 по 29 квітня 1983 року — 1-й секретар Томського обласного комітету КПРС.
У 1983 році, за пропозицією Генерального секретаря ЦК КПРР Юрія Андропова, призначений завідувачем відділу організаційно-партійної роботи ЦК КПРС (1983—1985).
З 26 грудня 1983 по 2 липня 1990 року — секретар ЦК КПРС. 23 квітня 1985 року обраний також членом Політбюро ЦК КПРС.
З вересня 1988 по 1990 рік — голова Комісії ЦК КПРС з питань аграрної політики.
У березні 1985 року підтримав кандидатуру Михайла Горбачова на посаду Генерального секретаря ЦК КПРС. У 1985—1988 роках, будучи секретарем ЦК КПРС з ідеології, фактично був другою людиною в партії і державі. До 1988 року був одним з ініціаторів і провідників Перебудови. Після 1988 року, коли в СРСР почалися запущені Перебудовою руйнівні процеси, неодноразово виступав з критикою методів і темпів здійснення соціально-економічних і політичних реформ в СРСР.
У липні 1990 року звільнений від посади секретаря ЦК КПРС і виведений зі складу Політбюро ЦК КПРС.
У грудні 1991 року був одним із тих, хто підписав звернення до Президента СРСР і Верховної Ради СРСР з пропозицією про скликання надзвичайного З'їзду народних депутатів СРСР.
З 1993 року і до лютого 2013 — член ЦК КПРФ. З 1 липня 1995 року по 16 квітня 2005 року — заступник голови — секретар Ради Союзу компартій — КПРС. З 16 квітня 2005 року по 1 листопада 2014 року — секретар Ради СКП—КПРС.
У 1999—2003 роках — депутат Державної Думи Федеральних зборів Російської Федерації третього скликання від Томської області (одномандатний виборчий округ № 174) — найстаріший депутат цього скликання. Як найстарший депутат 18 січня 2000 року відкрив перше засідання Державної думи III скликання.
Потім — на пенсії. Восени 2013 року, будучи у 92-літньому віці, переніс операцію на серці.
На початку травня 2021 року госпіталізований до реанімації із діагнозом — двостороння пневмонія, був підключений до апарату штучної вентиляції легенів. Огляд виявив множинні вегетативні порушення, лікарі оцінили стан Лігачова як вкрай важкий.
Помер 7 травня 2021 року. Єдиний колишній член Політбюро ЦК КПРС, який прожив 100 років.

## Нагороди, звання
- два ордени Леніна (1970, 1980)
- орден Жовтневої Революції (1976)
- два ордени Трудового Червоного Прапора (1948, 1967)
- орден Вітчизняної війни І ступеня (23.04.1985)
- орден «Знак Пошани» (1957)
- Медаль «В ознаменування 100-річчя з дня народження Володимира Ілліча Леніна» (1970)
- Медаль «За доблесну працю у Великій Вітчизняній війні 1941—1945 рр.» (1945)
- Медаль «За освоєння цілинних земель» (1957)
- Медаль «30 років перемоги у Великій Вітчизняній війні 1941—1945 рр.» (1975)
- Почесний громадянин Томської області (20.11.2000)
- медаль «За видатний внесок у розвиток Сибіру» (Сибірське відділення РАН, 2003)
- орден «Томської Слава» (Томська область, 20.05.2014)
- Почесний громадянин міста Томськ (27.11.2015)